# Martin Harwit
Martin Harwit (Praga, 9 marzo 1931) è un astronomo statunitense di origini ceche.
Nel 1994 destò grande scalpore il proprio lavoro su Enola Gay, accusato di revisionismo. A seguito dello scandalo, fu costretto a dimettersi dal National Air and Space Museum di cui era stato direttore dal 1987 al 1995.
Il proprio lavoro di astronomo fu diretto in particolar modo all'Astronomia dell'infrarosso, lavorando attivamente al progetto Compton Gamma Ray Observatory.

## Onorificenze
- Bruce Medal, (2007)

L'asteroide 12143 Harwit è stato chiamato così in suo onore .